# Waalse Pijl 1974
De 38e editie van de Belgische wielerwedstrijd Waalse Pijl werd gehouden op donderdag 11 april 1974. Start en finish waren voor het eerst beide in Verviers. Het heuvelachtige parcours door de Ardennen had een lengte van 225 kilometer. Aan het vertrek verschenen 205 renners van wie 61 de finish bereikten.

## Verloop
Op 12 kilometer voor het einde werden de laatste vluchters ingerekend. Er ontstond een grote kopgroep van 27 renners die bij elkaar bleef tot de aankomst in Verviers. De 32-jarige Belg Frans Verbeeck versloeg in de sprint zijn landgenoot Roger De Vlaeminck met een banddikte verschil. Walter Godefroot maakte als nummer drie het Belgische podium compleet.
Beste Nederlander was Hennie Kuiper die evenals Joop Zoetemelk deel uitmaakte van de kopgroep. Kuiper finishte als negentiende en Zoetemelk kwam als 22e over de meet.

## Schorsing
Walter Godefroot werd een maand later uit de uitslag geschrapt. Hij kreeg een schorsing van vier maanden, van 16 mei tot 16 september 1974. Godefroot was betrapt op doping tijdens de Ronde van Vlaanderen op 31 maart waarin hij, evenals in de Waalse Pijl, als derde was geëindigd. Na afloop van de Waalse Pijl had hij zich niet gemeld voor de verplichte dopingcontrole.

## Uitslag
| Waalse Pijl 1974 |                    |                               |          |
| Plaats           | Naam               | Ploeg                         | Tijd     |
| Winnaar          | Frans Verbeeck     | Maes-Watney                   | 5u55'00" |
| 2                | Roger De Vlaeminck | Brooklyn                      | z.t.     |
| 3                | Walter Godefroot   | Flandria-Carpenter            | z.t.     |
| 4                | Eric Leman         | MIC-Ludo-De Gribaldy          | z.t.     |
| 5                | Alain Santy        | Gan-Mercier-Hutchinson        | z.t.     |
| 6                | Freddy Maertens    | Flandria-Carpenter            | z.t.     |
| 7                | Herman Vanspringel | MIC-Ludo-De Gribaldy          | z.t      |
| 8                | Walter Planckaert  | Maes-Watney                   | z.t.     |
| 9                | André Dierickx     | Merlin Plage-Shimano-Flandria | z.t.     |
| 10               | Miguel María Lasa  | KAS-Kaskol                    | z.t.     |
|                  |                    |                               |          |
| 19               | Hennie Kuiper      | Rokado                        | z.t.     |

1936 · 1937 · 1938 · 1939 · 1940 · 1941 · 1942 · 1943 · 1944 · 1945 · 1946 · 1947 · 1948 · 1949 · 1950 · 1951 · 1952 · 1953 · 1954 · 1955 · 1956 · 1957 · 1958 · 1959 · 1960 · 1961 · 1962 · 1963 · 1964 · 1965 · 1966 · 1967 · 1968 · 1969 · 1970 · 1971 · 1972 · 1973 · 1974 · 1975 · 1976 · 1977 · 1978 · 1979 · 1980 · 1981 · 1982 · 1983 · 1984 · 1985 · 1986 · 1987 · 1988 · 1989 · 1990 · 1991 · 1992 · 1993 · 1994 · 1995 · 1996 · 1997 · 1998 · 1999 · 2000 · 2001 · 2002 · 2003 · 2004 · 2005 · 2006 · 2007 · 2008 · 2009 · 2010 · 2011 · 2012 · 2013 · 2014 · 2015 · 2016 · 2017 · 2018 · 2019 · 2020 · 2021 · 2022 · 2023 · 2024 · 2025 · 2026
Lijst van beklimmingen